# Parafia św. Apostołów Szymona i Judy Tadeusza w Chwaszczynie
Parafia św. Apostołów Szymona i Judy Tadeusza w Chwaszczynie – rzymskokatolicka parafia usytuowana w przy ulicy Żeromskiego w Chwaszczynie w gminie Żukowo. Wchodzi w skład 
dekanatu Kielno w archidiecezji gdańskiej. Erygowana w XIII wieku, a istniejący kościół (na cmentarzu) zbudowano w 1726 – rozbudowano go w 1875.

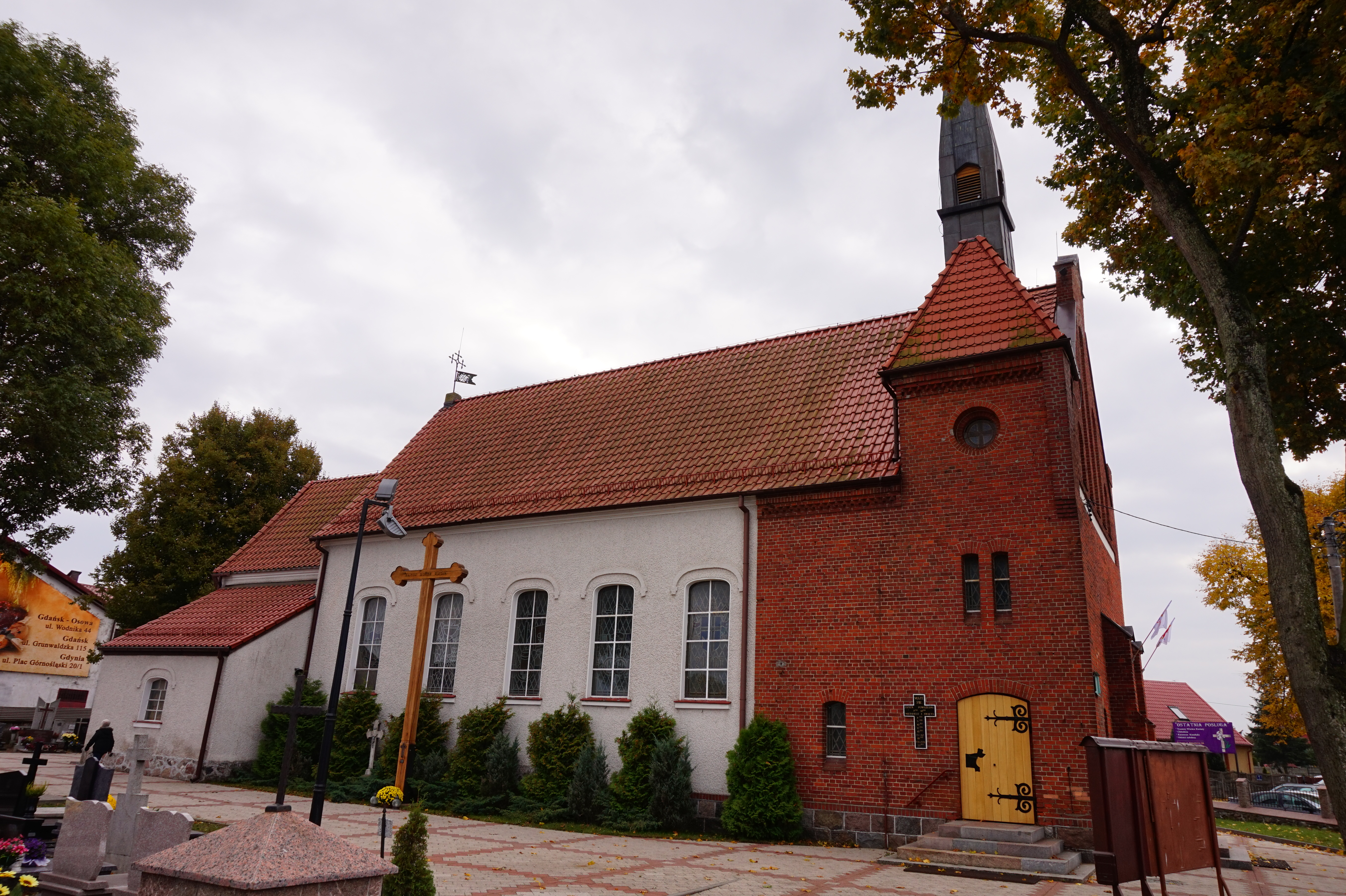
Kościół (mały/stary) pod wezwaniem św. Ap. Szymona i Judy Tadeusza

Decyzją arcybiskupa metropolity gdańskiego – Sławoja Leszka Głódzia, z dnia 18 czerwca 2016 parafia została mianowania siedzibą dekanatu Kielno, a jej proboszcz dziekanem.

## Proboszczowie
- 1760–1769: ks. Jan Niepoczołowski
- 1769–1785: ks. Antoni Grochowski
- 1785–1798: ks. Zaremba Stanisław
- 1798–1799: ks. Mateusz Borkowski
- 1801–1815: ks. Andrzej Gloza
- 1816–1823: ks. Antoni Kleist
- 1822–1826: ks. Kazimierz Chrapkowski
- 18??–1895: ks. Jan Bonin
- 1911–1939: ks. Józef Robert Sarnowski
- wakat w latach (od listopada) 1939–1945
  - administracja przez księży z Oliwy, Wielkiego Kacka i Małego Kacka
- 1946–1949: o. Tomasz Olszówka SP
  - administrator parafii
- 1949: o. Małek Bernard SP
  - administrator parafii
- 1949–1981: ks. Jan Minett
- 1981–2010: ks. kan. Czesław Jakusz-Gostomski[1][2][3]
  - ojciec duchowny dek. Kielno od 1 III 2021
- od 1 VII 2010: ks. kan. mgr Piotr Gruba[4]
  - członek Rady Kapłańskiej od 17 I 2022
  - dziekan od 18 VI 2016